# کوستاس باکویانیس
کوستاس باکویانیس (یونانی: Κώστας Μπακογιάννης؛ زاده ۱۶ مارس ۱۹۷۸ در آتن) سیاستمدار یونانی و همچنین شهردار فعلی شهر آتن است. وی پیش از این شهردار شهر کارپنیسی (۲۰۱۱–۲۰۱۴) و به عنوان فرماندار در استان یونان مرکزی (۲۰۱۴–۲۰۱۹) مشغول به خدمت بوده‌است.